# Störnstein
Störnstein – miejscowość i gmina w Niemczech, w kraju związkowym Bawaria, w rejencji Górny Palatynat, w regionie Oberpfalz-Nord, w powiecie Neustadt an der Waldnaab, wchodzi w skład wspólnoty administracyjnej Neustadt an der Waldnaab. Leży w Lesie Czeskim, około 3 km na północny wschód od Neustadt an der Waldnaab.

## Dzielnice
W skład gminy wchodzą dwie dzielnice: Lanz, Störnstein.

## Demografia
| Rok  | Liczba mieszk. |
| ---- | -------------- |
| 1970 | 926            |
| 1987 | 1 181          |
| 2000 | 1 410          |

## Oświata
(na 1999)

W gminie znajduje się 50 miejsc przedszkolnych (52 dzieci).